# Csodagekkók
A csodagekkók (Teratoscincinae) a hüllők (Reptilia) osztályába a pikkelyes hüllők (Squamata) rendjébe a gekkóalakúak (Gekkota) alrendjébe és a gekkófélék (Gekkonidae) családjába tartozó alcsalád.

## Rendszerezés
Az alcsaládba az alábbi 1 nem és 6 faj tartozik:
- Teratoscincus (Gray, 1845) – 6 faj
  - Bedraiga-csodagekkó (Teratoscincus bedriagai)
  - Teratoscincus microlepis
  - Przewalski-csodagekkó (Teratoscincus przewalskii)
  - Teratoscincus roborowskii
  - csodagekkó (Teratoscincus scincus)
  - Teratoscincus toksunicuss